# Byran Black
Byran Black (1912 – 2002) è stato un bobbista britannico.

## Biografia
Ai campionati mondiali per l'Inghilterra vinse 2 medaglie d'oro durante l'edizione del 1937: oro nel bob a quattro con Charles Patrick Green, Frederick McEvoy e David Looker, superando le nazionale della Germania e degli Stati Uniti d'America, oro nel bob a due con Frederick McEvoy, superando l'Italia a cui andò la medaglia d'argento.